# غوان بنيلوب
غوان بنيلوب (الاسم العلمي:Penelope) هو جنس من الطيور يتبع فصيلة القرازية من رتبة الدجاجيات.

## أنواع الغوان بنيلوب
- غوان مخطط الذيل (الاسم العلمي:Penelope argyrotis)
- غوان ملتحي (الاسم العلمي:Penelope barbata)
- غوان بودو (الاسم العلمي:Penelope ortoni)
- غوان الأنديز (الاسم العلمي:Penelope montagnii)
- غوان ماريل (الاسم العلمي:Penelope marail)
- غوان مصدي الهوامش (الاسم العلمي:Penelope superciliaris)
- غوان أحمر الوجه (الاسم العلمي:Penelope dabbenei)
- غوان متوج (الاسم العلمي:Penelope purpurascens)
- غوان كاوكا (الاسم العلمي:Penelope perspicax)
- غوان أبيض الأجنحة (الاسم العلمي:Penelope albipennis)
- غوان سبيكس (الاسم العلمي:Penelope jacquacu)
- غوان داكن الأرجل (الاسم العلمي:Penelope obscura)
- غوان أبيض العرف (الاسم العلمي:Penelope pileata)
- غوان كستنائي البطن (الاسم العلمي:Penelope ochrogaster)
- غوان أبيض الحاجب (الاسم العلمي:Penelope jacucaca)